# اسکار هویم
اسکار هویم (انگلیسی: Oskar Hõim؛ زادهٔ ۱ ژوئیهٔ ۲۰۰۵) بازیکن فوتبال اهل استونی است.
وی همچنین در تیم‌های ملی فوتبال زیر ۱۷ سال استونی، زیر ۱۹ سال استونی، و استونی بازی کرده است.